# 加列拉圣母堂 (博洛尼亚)

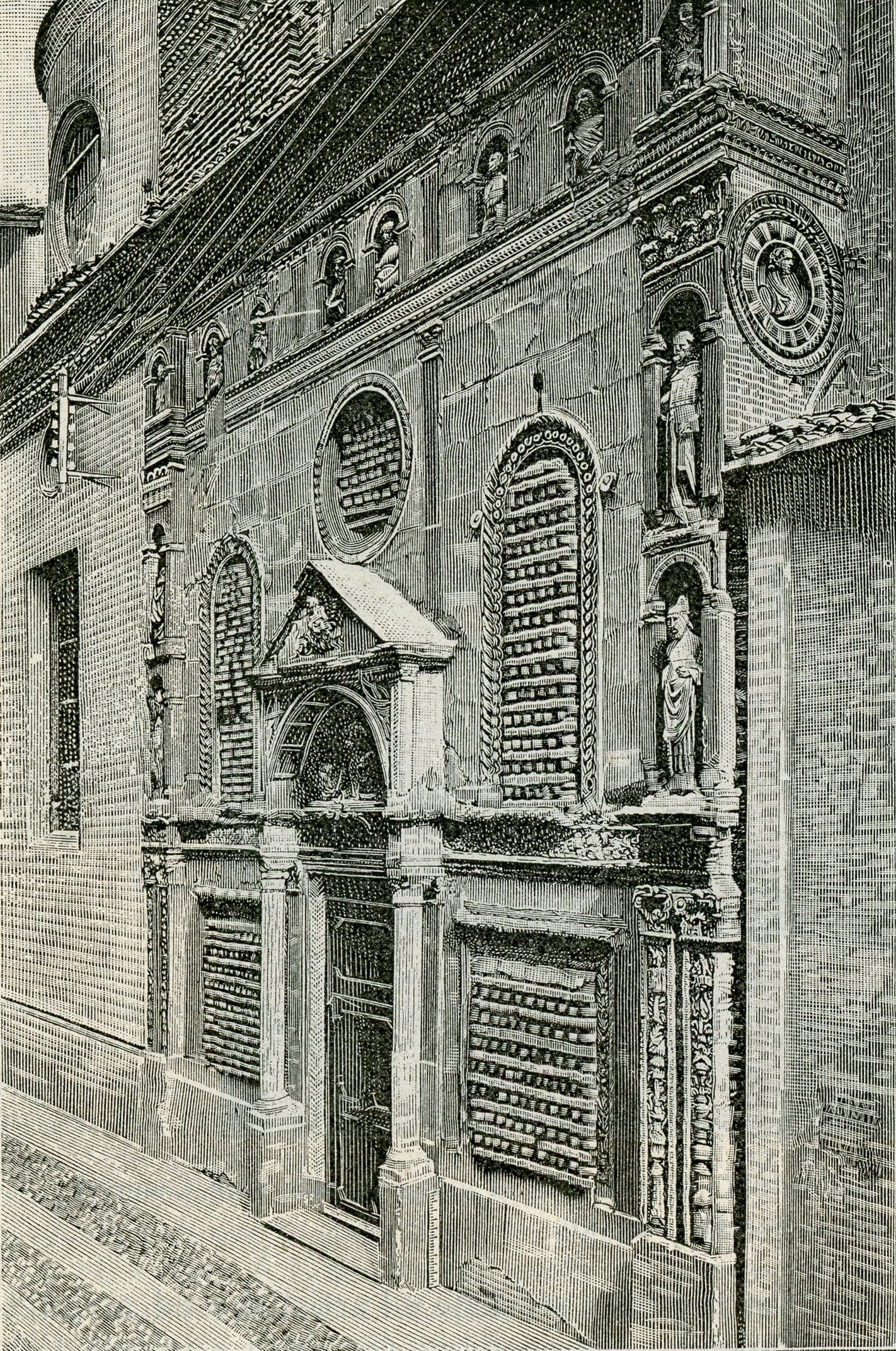
加列拉圣母堂

加列拉圣母堂（Madonna di Galliera）是一座教堂，立面为文艺复兴建筑风格，而内部为巴洛克风格,位于意大利博洛尼亚市中心的曼佐尼街（Via Manzoni），吉西拉迪法瓦宫（Palazzo Ghisilardi Fava）对面。目前门上的名字是“加列拉圣母暨圣斐理伯·内利堂”（Chiesa di Filippini Madonna di Galliera e Filippo Neri）。

## 历史
该教堂于1622年由司铎祈祷会（Oratorians of St Phillip Neri）收购，他们重建了内部，并建造了毗邻的圣斐理伯·内利堂（Oratorio di San Filippo Neri）。
该处原来的教堂是1304年由一个善会“羞涩”穷人救济会（Compagnia dei Poveri Vergognosi）建立的。到1479年，他们开始建造雕塑众多的文艺复兴石砌立面，由埃吉迪奥·蒙大拿里设计，由齐利奥·蒙大拿里雕刻。
其内部全部由司铎祈祷会翻新，其中包括朱塞佩·安东尼奥·托里在1684年的重建。内部包括朱塞佩·马尔切西在天花板、后殿和左边第一座小堂天花板的壁画，弗朗切斯科·阿尔巴尼的祭坛画《圣家》；盖尔奇诺的《斐理伯·内利》；安杰洛·米歇尔·科隆纳；洛伦佐·帕西内利；特蕾莎·穆拉托里；吉罗拉莫·多尼尼；和马坎托尼奥·弗朗切西尼的《圣母、圣方济各·沙雷氏和其他圣徒》。祭衣间还有乔万·安德里亚和伊丽莎白·西拉尼,切萨雷·根纳里和阿尔巴尼的画作。内部包括朱塞佩·马扎（正祭台上的灰泥天使）, 安吉洛·皮耶,和西尔维斯特罗·吉安诺蒂的雕塑。正祭台（约1750年）由弗朗切斯科·加里·比比耶纳设计。。
该堂在第二次世界大战中遭受了破坏。2014年，教堂正在进行修复。